# سالم مولى أبي حذيفة
سالم مولى أبو حذيفة (المتوفى سنة 12 هـ) صحابي يُعدُّ في المهاجرين، شهد المشاهد كلها، وشارك في حروب الردة، وكان من بين القراء الذين استشهدوا في معركة اليمامة.

## سيرته

### التبني والرضاع
كان سالم عبدًا فارسيًا من إصطخر لامرأة من الأنصار تُدعى ثبيتة بنت يعار الأوسية. أعتقت ثبيتة سالمًا، فوالى سالم زوجها أبي حذيفة بن عتبة الذي أحبّه وتبنّاه، وزوّجه من ابنة أخيه فاطمة بنت الوليد بن عتبة بن ربيعة، وعاش سالم في كنف أبيه بالتبني أبي حذيفة، حتى نزل قوله تعالى: ﴿ادْعُوهُمْ لِآبَائِهِمْ هُوَ أَقْسَطُ عِنْدَ اللَّهِ فَإِنْ لَمْ تَعْلَمُوا آبَاءَهُمْ فَإِخْوَانُكُمْ فِي الدِّينِ وَمَوَالِيكُمْ وَلَيْسَ عَلَيْكُمْ جُنَاحٌ فِيمَا أَخْطَأْتُمْ بِهِ وَلَكِنْ مَا تَعَمَّدَتْ قُلُوبُكُمْ وَكَانَ اللَّهُ غَفُورًا رَحِيمًا ۝٥﴾ [الأحزاب:5] بتحريم التبنّي. بعد التحريم، جاءت سهلة بنت سهيل امرأة أبي حذيفة إلى النبي محمد، فقالت: «يا رسول الله، إن سالمًا معي، وقد أدرك ما يدرك الرجال»، فقال: «أرضعيه، فإذا أرضعته فقد حرم عليك ما يحرم من ذي المحرم». قد ذكرت أم سلمة زوجة النبي محمد أن أمهات المؤمنين أبين أن يدخلن أحد عليهن بهذا الرضاع، وقلن إنما هي رخصة لسالم خاصة.

### قراءة القرآن
كان سالم حريصًا على حفظ القرآن، حتى أنه كان يُقدّم للإمامة في الصلاة على المهاجرين في قباء قبل قدوم النبي محمد إلى يثرب، لأنه كان أقرأهم للقرآن. وقد كان سالم حسن الصوت حسن القراءة، وقد أثنى النبي محمد على قراءته، في حديث نبوي رواه إبراهيم عن مسروق عن عبد الله بن عمرو عن النبي محمد، أنه قال: «استقرئوا القرآن من أربعة، ابن مسعود، وسالمًا مولى أبي حذيفة، وأبي بن كعب، ومعاذ بن جبل».

### جهاده
منذ هاجر النبي محمد ﷺ إلى يثرب، حتى لازمه سالم كغيره من المسلمين، وسمع من النبي محمد أحاديث رواها عنه ثابت بن قيس بن شماس وعبد الله بن عمر بن الخطاب وعبد الله بن عمرو بن العاص. وقد آخى النبي محمد بينه وبين معاذ بن ماعض الأنصاري، وشارك مع النبي محمد في الغزوات كلها. وبعد وفاة النبي محمد وارتداد بعض القبائل، شارك سالم في حروب الردة. وفي سنة 12 هـ في معركة اليمامة التي وقعت في خلافة أبو بكر الصديق، كان سالم صاحب راية المهاجرين. لما اشتدت المعركة، انتكست قوات المسلمين في البداية، وتراجعوا. فزع سالم من ذلك، وصاح في المسلمين: «ما هكذا كنا نفعل مع رسول الله ﷺ»، وحفر لنفسه حفرة، وثبت فيها يذُبُّ عن الراية حتى قُتل. وقد وُجد سالم يومها هو ومولاه أبو حذيفة صرعى، رأس أحدهما عند رجلي الآخر.
لما قُتل سالم، أرسل أبو بكر بميراثه إلى مولاته ثبيتة، فأبت أن تقبله، فجعله في بيت مال المسلمين. ويُذكر أن عمر بن الخطاب حين أوصى للستة الذين جعل أمر الخلافة شورى بينهم، أنه قال: «لو أدركني أحد رجلين، ثم جعلت إليه الأمر لوثقت به سالم مولى أبي حذيفة، وأبو عبيدة بن الجراح».